# شاد (نرم‌افزار)
شبکهٔ آموزشی دانش‌آموز با سرواژهٔ شاد نرم‌افزاری ارتباطی و آموزشی است که در پی دنیاگیری کرونا ویروس در ایران به دلیل عدم امکان حضور دانش‌آموزان در مدارس ایران توسط تیم برنامه‌نویسان همراه اول راه‌اندازی شد. صاحب امتیاز این نرم‌افزار وزارت آموزش و پرورش ایران است و دانش‌آموزان، معلمان و مدیران افرادی هستند که از این برنامه استفاده می‌کنند.
در ابتدا در ۱۶ فروردین نرم‌افزار شاد فقط روی برنامه‌های پیام‌رسان اجرا می‌شد و مدیران، معلمان و دانش‌آموزان نیاز داشتند که یکی از پیام‌رسان‌های سروش، گپ، آی‌گپ یا روبیکا را نصب کنند اما در ۲۱ فروردین وزارت آموزش و پرورش از نرم‌افزار شاد بدون نیاز به این پیام‌رسان‌ها رونمایی کرد. بنا بر ادعای معاون آموزش متوسطهٔ وزیر آموزش و پرورش حدود ۸۴ درصد از دانش‌آموزان ایران عضو این شبکهٔ اجتماعی هستند. به دلیل تأکید آموزش و پرورش در نصب و استفاده از این نرم‌افزار، تعداد زیادی از دانش‌آموزان که دسترسی به اینترنت و گوشی هوشمند برای آن‌ها فراهم بود در این شبکه دانش‌آموزی فعال شدند. تا ۱۳ مهر ماه سال ۱۳۹۹ تعداد ۱۱ میلیون و ۴۰۸ دانش‌آموز در شبکهٔ شاد حضور پیدا کردند.
همچنین با بروزرسانی گسترده‌ای که برای این برنامه صورت گرفت (چهاردهم شهریور ۱۳۹۹ امکانات بیشتری به این برنامه اضافه شد. به گفتهٔ محمدمهدی نوری‌پور، رئیس مجمع سازمان دانش‌آموزی، نرم‌افزار شاد حدود ۸۰۰ هزار بازدید روزانه دارد.این پیامرسان طبق اعلام رسمی وبگاه خود ۲۴٬۹ میلیون کاربر دارد و از این جهت بزرگ‌ترین پیامرسان ایرانی از لحاظ تعداد کاربر است.

## اشکالات
- سرعت کم در ارسال اطلاعات[۵]
- پهنای باند

## پیشینه
شاد در واقع طرحی احیا شده از برنامهٔ روبیکا است. این طرح از سال ۱۳۹۴ در دستور کار وزارت آموزش و پرورش قرار گرفت اما به دلایلی اجرایی نشد. در سال ۱۳۹۴، حمیدرضا کفاش معاون پرورشی و فرهنگی وزیر آموزش‌وپرورش خبر از راه‌اندازی یک شبکه اجتماعی برای دانش‌آموزان داد. وی در سال ۱۳۹۵ وعده داد که شاد (شبکه اجتماعی دانش‌آموزان) تا دهه فجر راه‌اندازی می‌شود.
در آن زمان قرار بود شاد مختص دانش‌آموزان نخبه یا دانش‌آموزان قرآنی ممتاز باشد و خبری از وجود یا پیام‌رسان تعاملی بین دانش‌آموز و معلم به میان نیامد. در هر حال در روزهای پایانی سال ۱۳۹۶ اعلام شد که طرح شاد منتفی و با طرحی جدید به نام سینا جایگزین شده است.
طرح سینا در اصل یک شبکه تعاملی بر بستر روبیکا بود که برای آن هیاهوی خبری زیادی هم در سال ۹۷ برپا شد و حتی وزیر آموزش وپرورش وقت، محمد بطحایی، در مهر سال ۱۳۹۷ ازطریق این تلویزیون تعاملی با دانش آموزان به گفتگو نشست اما تلویزیون تعاملی سینا نیز پس از چند ماه به فراموشی سپرده شد.
در پی شیوع ویروس کرونا و تعطیلی مدارس و با توجه به ممنوعیت استفاده مدارس از پیام‌رسان‌های خارجی در امر آموزش به دانش‌آموزان، طرح شاد دوباره مطرح شد.
در اسفند سال ۱۳۹۸، علی باقرزاده رئیس مرکز هماهنگی وزارت آموزش و پرورش از تلاش برای راه‌اندازی شبکه اجتماعی دانش‌آموزان تحت عنوان شاد گفت. در نهایت اواخر فروردین ۱۳۹۹ شبکه شاد برای آموزش مجازی به دانش‌آموزان راه‌اندازی شد. از اول اردیبهشت ۱۳۹۹ به‌طور رسمی آموزش به دانش‌آموزان مقطع ابتدایی از طریق شاد آغاز شد. و اکنون امکان تحصیل دورهٔ ابتدایی و متوسطه اول و متوسطه دوم و دانشگاه‌ها و ناشنوایان و پیش دبستانی‌ها فراهم شده است.
همراه اول و ایرانسل سیمکارت و بسته اینترنت داده رایگان برای این برنامه گذاشتند.

## نسخه تحت وب شاد
نرم‌افزار شاد علاوه‌بر نسخهٔ قابل نصب روی تلفن‌های همراه، امکان استفادهٔ تحت وب را نیز برای کاربران فراهم کرده است، نسخهٔ تحت وب شاد، تا حد زیادی مشابه با نسخه‌های برنامه طراحی شده مانند روبیکاوب می‌باشد تا امکان استفادهٔ ساده‌تر برای دانش‌آموزان و آموزگارها فراهم باشد. البته امکان سوییچ (جابجایی) بین نسخهٔ قدیمی و جدید نیز وجود دارد.

## بازخورد
همزمان با رونمایی نرم‌افزار شاد، نقدهای بسیاری از سوی معلمان و دانش‌آموزان به این نرم‌افزار وارد شد و این نقدها از شاد انتقاد می‌کنند که این نرم‌افزار بی‌کیفیت و ناکارآمد است و نمی‌تواند آموزش را برای دانش‌آموزان جبران کند. در دیدگاه برخی، ناکارآمدی آن به این دلیل است که عده ای از دانش‌آموزان در مناطق محروم زندگی می‌کنند و فاقد امکاناتی مانند کامپیوتر، لپ تاپ، گوشی هوشمند و حتی اینترنت پرسرعت یا معمولی هستند. پس از این اعتراضات در یک بروزرسانی جدید، قابلیت‌های جدیدی به شاد افزوده شد و عملکرد آن کمی بهبود یافت ولی مشکلی که همچنان مطرح است این است که هنوز برای ویندوز یا مک او اس نسخه ای عرضه نشده است. گروه تبادلات لیستی مدار سبز شاد هم در بهبود نظرات کاربران به این اپلیکیشن کمک کرد.

### امنیت اپلیکیشن
نگرانی در مورد امنیت این پیام‌رسان باعث شد وزیر آموزش و پرورش به آن واکنش نشان دهد و بگوید مجموعه اطلاعات در بانک اطلاعاتی خود آموزش و پرورش است و این اطلاعات به جایی داده نمی‌شود. وزارت آموزش و پرورش گفته امنیت شبکه شاد توسط تیم فنی دانشگاه شریف تضمین شده است.

## امکانات
- ارسال پیام متنی
- ارسال فیلم و عکس و گیف
- قابلیت کلاس مجازی (۱۴۰۳–اکنون)
- ارسال پیام صوتی و موسیقی‌ها
- گرفتن آزمون‌های تستی و تشریحی
- برگزاری پخش زنده
- تماس صوتی و تصویری
- حضور و غیاب آنلاین
- بخش تماشا (شادینو سابق) برای اشتراک گذاری تجارب معلمان و مدیران
- جستجو در مرورگر شادبین[۲۴][۲۵]
- ایجاد کانال و گروه (توسط مدیران مدارس و مسئولین وزارتخانه)
- ارسال و دریافت تکلیف
- قابلیت کارپوشه برای دیدن فعالیت‌های درسی دانش آموزان
- برگزاری نظرسنجی با حالات مختلف (آزمون و انتخاب چند گزینه یا رای دادن به‌طور مخفیانه یا غیر مخفیانه)
- احراز هویت کد ملی
- شاد رویداد (رویدادهای در حال اجرا در شاد)
- شادبوم (انیمیشن، بازی، فیلم‌های آموزشی، مشاوره)
- شادنما (پخش زنده شاد، مستند، شبکه آموزش)[۱۷]